# 地の果てを行く
『地の果てを行く』（ちのはてをいく、原題：La Bandera）は、1935年に製作・公開されたフランスの映画である。ピエール・マッコルランの小説を基にジュリアン・デュヴィヴィエが監督、ジャン・ギャバンが主演した。映画化に応っては、原作小説の映画化権をジャン・ギャバンが購入した。撮影ロケは当時のスペイン領モロッコで行われて、スペイン外人部隊の協力を得て撮影された。

## あらすじ
深夜のパリ・モンマルトルの路地裏で殺人を犯したピエール（ジャン・ギャバン）は警察の目を逃れてスペインのバルセロナへ出国したが、ある酒場で有り金すべてとパスポートを盗まれてしまう。困り果てたピエールはスペイン領モロッコへ渡り、スペイン外人部隊に入隊する。身を灼くような荒んだ生活の中で同国人のマルセル（レイモン・エーモス）とフェルナンド（ロベール・ル・ヴィーガン）と知り合うが、フェルナンドとは反りが合わない。それなのにフェルナンドはピエールといつも同じ部隊に転属してくるのだった。そうしたことからフェルナンドを警察の手先ではないかと疑ったピエールは、砂漠の奥地へ転任する。砂漠の町でピエールは、モロッコの現地娘・アイシャ（アナベラ）と恋に落ちて結婚する。幸せで落ち着いた日々も束の間、フェルナンドのいる部隊がまたやって来たのであった。フェルナンドもアイシャを恋するようになり、アイシャに近づいてピエールの過去を聞きだそうとする。実は、フェルナンドは懸賞金を目当てにしていた。

## 出演者
- ピエール・ジリース - 殺人犯：ジャン・ギャバン
- アイシャ・ラ・スラウィ - モロッコの現地スラウィ族の娘：アナベラ
- フェルナンド・リュカ - 外人部隊にいるフランス人：ロベール・ル・ヴィーガン
- マルセル・ミュロ - 外人部隊にいるフランス人：レイモンド・エーモス
- ウェラー隊長：ピエール・ルノアール
- 軍団兵ミュラー：ガストン・モド
- ブレッドボード：マーゴ・ライオン
- セゴビア人：シャルル・グランヴァル
- ロジータ：レーヌ・ポーレット
- バルセロナの娘：ヴィヴィアーヌ・ロマンス
- 軍曹：ヘスス・カストロ＝ブランコ
- タトゥーを入れた人：ロバート・オザンヌ
- シメオン：モーリス・ラグレネ
- ゴリエ：ルイ・フロレンシー
- 軍団兵ウェーバー：リトル・ジャッキー

## スタッフ
- 監督：ジュリアン・デュヴィヴィエ
- 製作：アンドレ・ガルグール
- 原作：ピエール・マッコルラン
- 脚本：シャルル・スパーク、ジュリアン・デュヴィヴィエ
- 音楽：ジャン・ウィエネル、ローラン・マニュエル
- 撮影：マルク・フォサール、ジュール・クルーガー
- 編集：マルト・ポンサン
- 美術：ジャック・クロース